# Calophaca chinensis
Calophaca chinensis là một loài thực vật có hoa trong họ Đậu. Loài này được Boriss. miêu tả khoa học đầu tiên.